# Synagogue de Winnweiler (1901-1938)

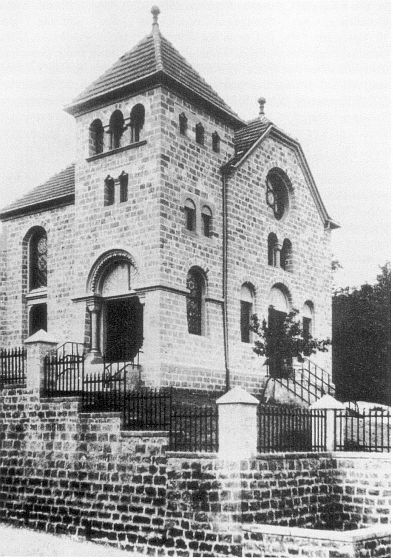
La synagogue de Winnweiler dans les années 1910

La synagogue de Winnweiler, inaugurée fin 1901, a été détruite en 1938 lors de la nuit de Cristal comme la plupart des autres lieux de culte juif en Allemagne.
Winnweiler est une ville allemande, de l'arrondissement du Mont-Tonnerre, dans le Land de Rhénanie-Palatinat, à 60 km à l'ouest de Mannheim. Elle compte actuellement près de 4 700 habitants.

## Histoire de la communauté juive

### La communauté juive avant le nazisme
La communauté juive de Winnweiler remonte au XVIIe siècle et la présence de Juifs est attestée pour la première fois en 1673. En 1712, on compte 3 familles juives. Leur nombre reste faible pendant une grande partie du XVIIIe siècle. En 1787, on ne compte que 22 personnes de religion juive à Winnweiler, mais ce nombre va croitre pendant la première moitié du XIXe siècle, avant de décroitre par la suite: en 1801, il y a 40 habitants juifs, représentant 4,3 % du nombre total d'habitants; en 1808: 40 habitants soit 4,1 % des habitants; en 1825: 91 soit 8,1 % des habitants; en 1828: 104; en 1834: 143 et en 1848: 165 habitants juifs soit 12 % de la population. À partir de cette date, leur nombre diminue: en 1875, ils ne sont plus que 105 et en 1900: 81.
La communauté juive possède une synagogue, une école juive de mars 1830 jusqu'en 1926, une école élémentaire Israelitische Volksschule Winnweiler située depuis 1845 dans les bâtiments de l'ancienne école évangélique de la Neugasse, un Mikvé (bain rituel) situé probablement dans le sous-sol de la maison de l'aubergiste et distributeur de produits de la ferme, ainsi qu'un cimetière. Pour les offices, la communauté embauche un enseignant, qui occupe aussi les fonctions de Shohet (abatteur rituel) et de Hazzan (chantre). Le premier enseignant embauché en 1808 est Levy Mayer, qui changera son nom de famille en Huberwald. En 1829, l'enseignant s'appelle Isaak Stern. Le premier enseignant de la Israelitische Volksschule est en 1830, Jakob Strauß, suivi par deux enseignants Maas et Schenkel, puis par Maas seul jusqu'à sa retraite en 1864; L'administrateur scolaire Baer le remplace jusqu'en novembre 1865, puis l'enseignant Dreyfuß et Michael Wolf. Le dernier enseignant juif est David Rosenwald.
Durant la Première Guerre mondiale, la communauté perd au front un de ses membres.
En 1925, la communauté juive compte encore 76 personnes, soit 4 % de la population totale de 1 900 habitants. Les dirigeants de la communauté sont: Julius Bender, David Rosenwald, Max Fromann et Baruch Weiler. L'instruction religieuse est donnée à deux enfants par l'enseignant à la retraite David Rosenwald. La communauté qui intègre aussi les Juifs vivant à Lohnsfeld (6 personnes en 1925 et 5 en 1932), dépend du rabbinat de Kaiserslautern. Deux associations caritatives, le  Israelitischer Armenverein (Association israélite d'aide aux pauvres) et le Israelitischer Frauenverein (Association israélite des femmes), assurent une aide aux plus défavorisés.
En 1932, les dirigeants de la communauté sont: Julius Bender et Max Fromann. L'enseignement religieux est donné à 7 élèves par le professeur Nathan Eschwege de Rockhausen. Karl Tuteur est le chantre et en même temps l'officiant.

### La communauté juive sous le nazisme
En 1933, à l'arrivée au pouvoir des nazis, 27 personnes juives vivent encore à Winnweiler. En raison du boycott économique, de la privation de leurs droits civiques et de la répression croissante, une partie d'entre elles quitte la ville dans les années suivantes, soit se réfugiant dans des grandes villes allemandes, soit émigrant à l'étranger, En 1937, il n'y a plus que 16 habitants juifs. Lors de la nuit de Cristal, du 9 au 10 novembre 1938, la synagogue est incendiée et les commerces juifs pillés.
En octobre 1940, les huit Juifs restant à Winnweiler sont déportés au camp de concentration de Gurs dans le sud de la France. .
Le mémorial de Yad Vashem de Jérusalem et le Gedenkbuch - Opfer der Verfolgung der Juden unter der nationalsozialistischen Gewaltherrschaft in Deutschland 1933-1945 (Livre commémoratif – Victimes des persécutions des Juifs sous la dictature nazie en Allemagne 1933-1945) répertorient 22 habitants juifs nés, ou ayant vécu longtemps à Winnweiler parmi les victimes juives du nazisme et 6 à Lohnsfeld.
Seul le marchand de bestiaux Isaac Frank et son épouse Hélène née Wolf, déportés en 1940 à Gurs et ayant survécu à la guerre, retournent en avril 1947 à Winnweiler, où ils décèderont respectivement en 1951 et 1963. Ils sont enterrés dans le cimetière juif de la ville.
Le musée de Winnweiler comporte une exposition permanente dénommée Jüdisches Museum der Nordpfalz (Musée juif du Palatinat du Nord) consacrée à l'histoire des Juifs de la ville et aux différents aspects de la religion juive et de la vie juive.

## Histoire de la synagogue

### La première salle de prière
Une synagogue ou au moins une salle de prière existe déjà à Winnweiler dans la seconde moitié du XVIIIe siècle. Son emplacement n'est pas connu.
En 1819-1820, la famille du boucher Abraham Strauß installe une salle de prière au dernier étage de leur maison située sur la Marktplatz (place du Marché), qui sera offerte à la communauté juive. Le salon de la famille Strauß sert de salle d'attente avant le début de l'office. L'école juive ("école primaire juive de Winnweiler") se trouve aussi de 1830 à 1845 dans la maison de la famille Strauß.
Dès 1888-1896, la communauté juive envisage de construire une nouvelle synagogue. La salle de prière chez les Strauß est fermée en 1899 par décision administrative en raison du délabrement du bâtiment. Une salle de prière est aménagée temporairement, de 1899 à 1901, dans un petit immeuble au 18 Neugasse.

### La nouvelle synagogue
La communauté achète en 1899 un terrain situé dans la Stockbornstraße qui dès 1901 sera renommée Synagogengasse (ruelle de la synagogue) et qui s'appelle maintenant Gymnasiumstraße (rue du lycée). Les plans de la synagogue sont établis par le professeur Ludwig Levy, architecte célèbre, qui s'est spécialisé dans la construction de synagogues et qui a déjà conçu entre autres celles de Baden-Baden, de Kaiserslautern, de Pforzheim et de Strasbourg. La construction est suivie par l'architecte de Kaiserlautern Seeberger. Le coût total de la construction s'élève à 14 900 marks. Une partie provient de deux collectes effectuées auprès des communautés juives du royaume de Bavière et le reste d'un emprunt. En 1915, la communauté n'a plus que 400 marks de dette à rembourser.

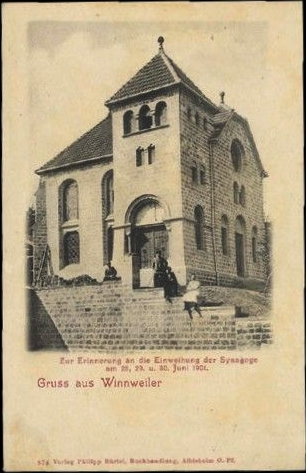
Carte postale imprimée lors de l'inauguration de la synagogue en 1901

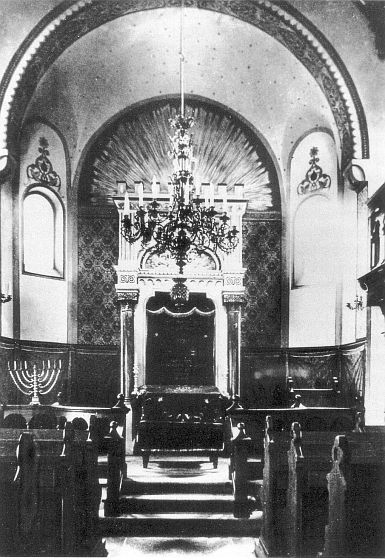
L'intérieur de la synagogue

La première pierre de la nouvelle synagogue est posée en août 1900. Elle est inaugurée solennellement le 28 et 29 juin 1901, par une grande fête à laquelle participe toute la population de Winnweiler :
« Le 28 du mois dernier a eu lieu l'inauguration de la nouvelle synagogue. Toute la population, sans distinction de croyance a pris chaleureusement part à la célébration solennelle de cet événement. Cela était confirmé par les nombreux drapeaux sur la rive gauche de l'Alsens, qui rendaient si plaisante la petite ville, par la décoration de nombreuses maisons avec couronnes et guirlandes et par la participation de la population à la cérémonie inaugurale. La fête religieuse commença par un office dans la salle précédemment utilisée par la communauté, suivi de quelques mots d'adieux prononcés par le rabbin officiant, le Dr Landsberg de Kaiserslautern. Après l'arrivée de la procession en face de la nouvelle synagogue, le chœur a chanté une chanson allemande de Lützel, d'après les paroles du psaume 24: 7 à 10: Portes, élevez vos linteaux, accompagné par la fanfare. Puis l'adjoint de construction, Hein de Rockenhausen, à la place de l'architecte empêché, après quelques mots relatifs à l'achèvement de la construction, remit la clef de la synagogue à l'administrateur royal du district, Celui-ci donna ensuite la clef au rabbin du district en lui demandant d'ouvrir la nouvelle maison de Dieu et de la consacrer pour sa mission. Après un bref discours dans lequel le rabbin recommanda le nouveau bâtiment à Dieu et sa protection à la ville de Winnweiler, il ouvrit lui-même la porte et au son de la fanfare, les participants à la fête entrèrent dans la synagogue. La suite de la consécration fit une profonde impression. Le sermon de consécration du rabbin, Dr Landsberg, était basé sur le passage du psaume: Je suis dans la joie quand on me dit : Allons à la maison de l’Éternel !. Après la consécration de l'espace intérieur comme lieu de culte des Israélites et des objets liturgiques spécifiques tels que l'Arche Sainte, le rideau saint, la lampe éternelle, les chandeliers, etc., le très riche discours de trois quarts d'heure se termina par les prières de Salomon lors de  l'inauguration du Temple. Puis le rabbin récita la prière pour le prince-régent Luitpold, la patrie allemande, la ville et livra à l'assistance sa vision pastorale. Ainsi se termina la consécration.  »
Lors de la nuit de Cristal, du 9 au 10 novembre 1938, les hommes de la SA mettent le feu à la synagogue. Les ruines seront plus tard dynamitées par les pionniers de la Wehrmacht. Le terrain est vendu en décembre 1939 à la municipalité pour la somme de 600 reichsmarks, à laquelle sont déduits les frais de démolition ainsi que le coût d'intervention des pompiers. Aucune somme ne sera ainsi versée à la communauté juive.
En novembre 1984, à l'emplacement de la synagogue, devenu un parc de stationnement, est érigée une plaque commémorative sur laquelle est inscrit en allemand :
« En souvenir de la synagogue de la communauté juive de Winnweiler. Elle a été construite en 1901 et détruite lors de la nuit de Cristal du 9 au 10 novembre 1938. »